# Debaryomyces mycophilus
Debaryomyces mycophilus är en svampart som beskrevs av Thanh, Van Dyk & M.J. Wingf. 2002. Debaryomyces mycophilus ingår i släktet Debaryomyces, ordningen Saccharomycetales, klassen Saccharomycetes, divisionen sporsäcksvampar och riket svampar.   Inga underarter finns listade i Catalogue of Life.